# Clypeodromus thyridialis
Clypeodromus thyridialis là một loài tò vò trong họ Ichneumonidae.